# Vladimir Blum
Pour les articles homonymes, voir Blum.
Vladimir Ivanovitch Blum, ou Blioum, né à Odessa en 1877, mort en 1941, était un critique dramatique russe, rédacteur des revues Vestnik Teatra et Novyi Zritel (« Le Nouveau spectateur »), sous le nom de « Sadko ».
Diplômé de la faculté d'histoire et de philologie de l'université de Moscou en 1907, il travaille comme enseignant au gymnasium de Nijni Novgorod et fait ses débuts en tant que journaliste dans le Russkaya mysl', avant de publier, à partir de 1908, dans la Nizhegorodskom listke.
En 1917, il adhère au parti bolchevik. À partir de cette date, il est employé à Sotsial-demokrat, aux Izvestiya Moskovskogo Soveta rabochikh deputatov, à la Pravda, aux Izvestiya VTSIK et dans d'autres journaux. De 1919 à 1921, il est rédacteur en chef du Vestnik teatra, avant de passer, de 1924 à 1926, au Novyy zritel'. Il est également le correspondant à Moscou de la revue léningradoise Zhizn' iskusstva.
Dans ses activités de critique théâtrale, il se révèle un tenant de la critique de gauche, attaché au nouveau répertoire soviétique, et invente le slogan d'« Octobre théâtral », en référence à la révolution d'Octobre.
Hostile au théâtre classique, il se montre très critique vis-à-vis du Théâtre d'art de Moscou. De même, il dénonce l'opérette comme le produit d'une tendance décadente de l'art. Dans l'article « La satire renaîtra-t-elle ? » (1929), il affirme que la satire cause « un préjudice à l'État ouvrier et paysan », ce qui soulève de nombreuses objections dans la presse. 
Membre en 1921 du Glavrepertkom — commission d'approbation du répertoire des artistes du Narkompros —, il y dirige la section musicale et théâtrale.
Il est connu pour ses critiques du travail de Vsevolod Meyerhold, après l'avoir soutenu, et ses attaques contre Les jours des Tourbine de Mikhaïl Boulgakov, pièce qu'il juge inadmissible.
Il meurt en 1941 lors d'une évacuation à Tachkent. 